# Jüdischer Friedhof (Villmar)

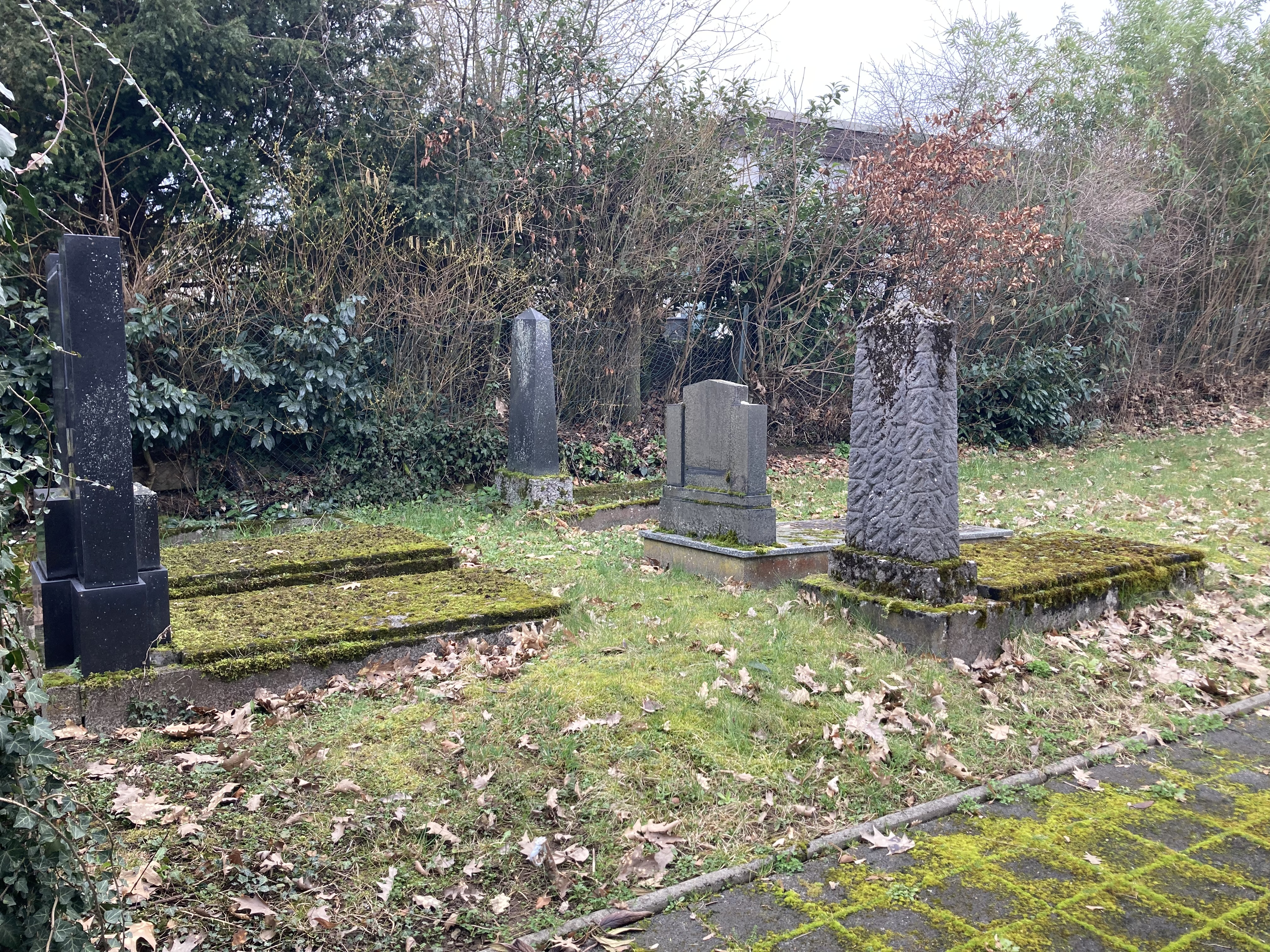
Jüdischer Friedhof in Villmar

Der Jüdische Friedhof Villmar ist ein jüdischer Friedhof in Villmar im Landkreis Limburg-Weilburg in Mittelhessen. Der Friedhof ist ein geschütztes Kulturdenkmal. Er befindet sich an der Straße nach Aumenau am Rand des Gewerbegebiets.

## Geschichte
Der jüdische Friedhof in Villmar wurde nach 1920 angelegt und diente den im Ort lebenden jüdischen Einwohnern als Begräbnisstätte. Diese bildeten eine jüdische Gemeinde um die 1844 eingerichtete Synagoge von Villmar. Vor Einrichtung des Friedhofs war der Friedhof in Arfurt die rituelle Begräbnisstätte. Auf dem kleinen Friedhof befinden sich heute nur wenige Grabsteine (Mazewot).